# Louis Pierre de Montbrun

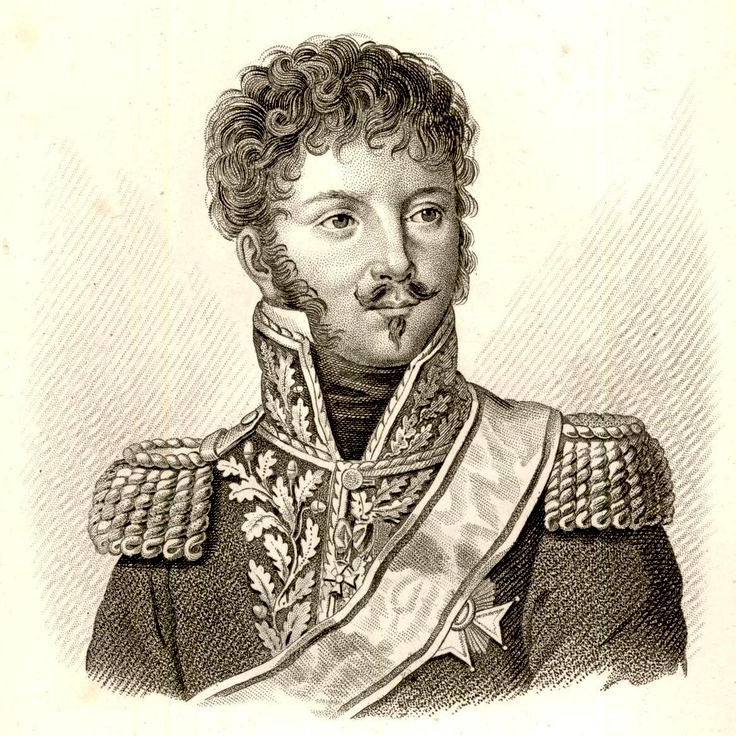
Louis Pierre Montbrun

Louis Pierre Montbrun (1 marca 1770, Florensac - 7 września 1812, Borodino) – francuski generał kawalerii, uczestnik wojen napoleońskich.
W 1800 roku dostał pod dowództwo własny regiment kawalerii. Po bitwie pod Austerlitz został awansowany do stopnia generała brygady. W 1808 wziął udział w kampanii hiszpańskiej Napoleona, gdzie pod Somosierrą została przypisana mu, w 13. Biuletynie Armii Hiszpanii, zwycięstwo nad wojskami San Juana. Wkrótce potem dostał awans na generała dywizji i został oddelegowany do walki z Austriakami. Jego kawaleria miała znaczący wpływ na zwycięstwa pod Eckmühl i Raab. W latach 1810–11 walczył na Półwyspie Iberyjskim. W 1812 wziął udział w wyprawie na Rosję, gdzie w bitwie pod Borodino zginął dowodząc kawalerią w głównej fazie bitwy. 